# Żerdzianka krawiec
Żerdzianka krawiec (Monochamus sartor) – owad z rodziny kózkowatych. Występuje w borach szpilkowych. W Europie środkowej dość rzadka. W Polsce można ją spotkać w górskich lasach, na nizinach nieliczna. Okres aktywności: od czerwca do sierpnia. 
Chrząszcz o długości 1,5-3,5 cm. Posiada bardzo długie czułki, które u samic są dłuższe od reszty ciała, a u samców do dwóch razy dłuższe od reszty ciała. Wąskie pokrywy skrzydeł samców są czarne, u samic zaś pokryte zazwyczaj licznymi małymi plamami z żółtawych włosków. W przedniej jednej trzeciej pokryw znajduje się charakterystyczne poprzecznie przebiegające zagłębienie. Zdolne do lotu. Aktywne w dzień, prawdopodobnie żywią się sokiem zranionych drzew. Latem zapłodnione samice składają jaja w drzewach (przede wszystkim świerkach i jodłach), gdzie wylęgają się larwy i żerują między korą a drewnem. Techniczny szkodnik drewna, choć ze względu na małą liczebność nie stanowi dużego zagrożenia upraw.
Larwy drążą najpierw pod korą, a następnie w drewnie płaskie korytarzyki. Zimują rok lub dwa. Przechodzą przepoczwarczenie pod powierzchnią drewna. Wygryzają sobie okrągły otwór na zewnątrz opuszczając drzewo.